# Mouriri brevipes
Mouriri brevipes är en tvåhjärtbladig växtart som beskrevs av William Jackson Hooker. Mouriri brevipes ingår i släktet Mouriri och familjen Melastomataceae.
Artens utbredningsområde är Guyana. Inga underarter finns listade i Catalogue of Life.